# Pterochaeta
Avatha là một chi bướm đêm thuộc họ Noctuidae.